# Lubeník
Lubeník este o comună slovacă, aflată în districtul Revúca din regiunea Banská Bystrica, pe malul râului Muráň⁠(d). Localitatea se află la altitudinea de 274 m deasupra n.m., se întinde pe o suprafață de 5,81 km2 și în 2017 număra 1.313 locuitori. Se învecinează cu Chyžné, Revúcka Lehota, Jelšava, Turčok și Mokrá Lúka.

## Istoric
Localitatea Lubeník este atestată documentar din 1427.

## Demografie
| An:                | 1994 | 2004   | 2014  | 2024   |
| ------------------ | ---- | ------ | ----- | ------ |
| Număr de persoane: | 1244 | 1280   | 1312  | 1254   |
| Diferență:         |      | +2,89% | +2,5% | −4,42% |

| An:                | 2023 | 2024   |
| ------------------ | ---- | ------ |
| Număr de persoane: | 1265 | 1254   |
| Diferență:         |      | −0,86% |